# Марьинка (деревня, Ступинский район)
Марьинка — деревня в Ступинском районе Московской области в составе Леонтьевского сельского поселения (до 2006 года входила в Алфимовский сельский округ).
По преданию, село названо по имени дочери владельца земель Ивана Хлопова — Марьи, неудачной невесты царя Михаила Фёдоровича, которую под предлогом неизлечимой болезни сослали вместе с родными в Тобольск.

## География
Марьинка расположена на востоке района, у границы с Коломенским районом, на левом берегу реки Осёнки, высота центра деревни над уровнем моря — 151 м. Ближайшие населённые пункты: Малое Лупаково в 0,5 км на север, Васьково — примерно в 2 км на юг и Коростыли Коломенский района — около 2 км на восток.

## Население
| 2002 | 2006 | 2010 |
| ---- | ---- | ---- |
| 3    | ↗4   | ↘2   |

## Инфраструктура
В деревне на 2015 год 1 улица — Осенка, впервые упоминается в 1577 году.
Крестовоздвиженский белокаменный храм с двумя приделами во имя Архангела Михаила и Первоверховных Апостолов Петра и Павла был возведен в 1748 г. на парадном дворе усадьбы Марьинка по желанию тогдашнего ее владельца — коллежского асессора Д. И. Бутурлина, представителя старинного дворянского рода. В советское время церковь закрыли, использовали под склад пионерлагеря "Рассвет" Московской трикотажной фабрики "Красная Заря". К 90-м годам XX века были утрачены завершения храма и приделов, разрушена верхняя часть колокольни. Внутреннее убранство интерьеров храма не сохранилось. 28 сентября 2019 года в селе Марьинка Ступинского городского округа епископ Серпуховской Роман (Гаврилов) возглавил Великое освящение восстановленного Крестовоздвиженского храма.